# Дарю, Пьер
Пьер-Антуан-Ноэль-Матье Брюно Дарю́ (фр. Pierre-Antoine-Noël-Mathieu Bruno Daru, 1767—1829) — военный и государственный деятель Франции, доверенное лицо Наполеона Бонапарта, писатель
.
Родился 12 января 1767 года в Монпелье, сын начальника полиции Тулузы.
В военную службу вступил в 1783 году сублейтенантом в кавалерию. Принимал участие в Великой Французской революции на стороне восставших, однако во время террора был арестован. После освобождения вновь вернулся на военную службу и был секретарём военного министра. Во время войны 1799—1800 годов в Италии состоял при Наполеоне.
В 1806 году Дарю был назначен генерал-квартирмейстером французской армии в Пруссии, а в 1809 году занимал ту же должность в покорённой Австрии. 23 мая 1809 года получил графский титул и 30 июня 1811 года награждён большим офицерским крестом ордена Почётного легиона. Кроме того, с 1804 года Дарю имел чин государственного канцлера, с 1805 года был членом Государственного совета Франции и с 1806 года был членом Французской академии (на кресле № 7).
В кампании 1812 года в России Дарю занимал должность генерал-квартирмейстера Великой армии. После Смоленского сражения он советовал Наполеону отказаться от дальнейшего похода, поскольку считал, что коммуникации чрезмерно растянуты и не обеспечены и это будет весьма затруднять снабжение армии зимой, но его доводы не были приняты во внимание. Когда французы заняли Москву, Дарю вновь предлагал отказаться от дальнейших действий, утверждая, что необходимо укрепиться в Москве и зимовать в ней, стянув туда все промежуточные магазины. Также он считал нужным усилить армию за счёт частей, стоявших в Литве, но Наполеон не стал следовать его советам.
В 1813 году Дарю был назначен министром военного снабжения. При первом отречении Наполеона Дарю остался на военной службе и при Людовике XVIII был генерал-квартирмейстером французской армии. После прибытия Наполеона во Францию Дарю поддержал его возвращение к власти, был назначен премьер-министром и состоял при Наполеоне на всём протяжении кампании Ста дней.
Когда Бурбоны вернулись, Дарю был отстранён от всех занимаемых должностей и лишь в 1819 году назначен пэром Франции.
Скончался 5 сентября 1829 года.
Впоследствии имя Дарю было выбито на Триумфальной арке в Париже.
Также его именем называется улица в Париже.
Награды:
- Орден Почётного легиона
  - большой крест (1813)[1]
  - великий офицер (1811)[2]
  - командор (1805)[3]
  - кавалер (1803)[4]
- Орден Воссоединения, большой крест (1812)[2]
- Орден Святого Людовика, кавалер (1814)
- Орден Белого орла (1807, Варшавское герцогство)[5]
- Военный орден Святого Генриха, командор (Королевство Саксония)[2]

## Образ в кино
- «Битва при Аустерлице» — актёр Пьер Пилу[фр.]